# Kevin Evans
Kevin Robert Evans (Kanada, Ontario, Peterborough, 1965. július 10. –) profi jégkorongozó. Az egyik valaha volt legkeményebb és legtöbbet büntetett (büntetéspercekben értve) jégkorongozó.

## Karrier
Komolyabb junior karrierjét az OHL-es Peterborough Petesben kezdte 1983–1984-ben. Ekkor mindössze két mérkőzést játszott.
A következő szezonban már a London Knightsban játszott majd az 1985–1986-os szezonban a WHL-es Victoria Cougarsba került. Ebben a szezonban 66 mérkőzésen 441 percet szabálytalankodott. Még ebben a bajnoki idényben megkezdte a felnőtt pályafutását az IHL-es Kalamazoo Wingsben (Az NHL-ben nem draftolták). Itt 11 mérkőzésen 97 percet kapott. 1986–1987 volt az ő "nagy" idénye: 73 mérkőzésen 648 büntetés percet adtak neki a bírók összesen. Ez az összes profi ligát figyelembe véve máig rekord. 1990-ig folyamatosan a Kalamazoo Wingsben játszott és sosem kapott 300 percnél kevesebb büntetést. 1990–1991-ben 16 IHL-es mérkőzés után felhívták a Minnesota North Starsba négy mérkőzés erejéig, amiken 19 percet szedett össze. A következő szezon döntő többségét az IHL-es Kansas City Bladesben töltötte (66/342) de a San Jose Sharks adott neki öt mérkőzésnyi lehetőséget amivel nem nagyon tudott élni: egy assziszt és 25 perc büntetés. 1992-ben megnyerték a Turner-kupát, amit az IHL-bajnoka kap. 1992–1995 között az IHL-ben játszott: Kalamazoo Wings, Peoria Rivermen, Kansas City Blades. Ebben az időszakban már nem tudta elérni a 300 büntetés percet szezononként. 1995–1996-ban a CHL-es Memphis Riverkingsbe szerződött ahol ismét sokat szabálytalankodott: 38 mérkőzés-356 büntetés perc. 1996–1998 között az ECHL-es Mississippi Sea Wolvesban játszott és ebben a csapatban az első idényben megint "nagyot játszott": 63 mérkőzés mellé 505 perc büntetés. 1999–2000-ben játszott az WPHL-es Tupelo T-Rex-ben és visszatért a Memphis Riverkingsbe hét mérkőzésre. Ebben az utolsó idényben 32 mérkőzésen "csak" 195 percet szabálytalankodott.

## Karrier statisztika
| 1983–1984       | Peterborough Petes     | OHL             | 2   | 0   | 0   | 0   | 0    | —  | —  | —  | —  | —   |
| 1984–1985       | London Knights         | OHL             | 52  | 3   | 7   | 10  | 148  | 6  | 0  | 0  | 0  | 8   |
| 1985–1986       | Victoria Cougars       | WHL             | 66  | 16  | 39  | 55  | 441  | —  | —  | —  | —  | —   |
| 1985–1986       | Kalamazoo Wings        | IHL             | 11  | 3   | 5   | 8   | 97   | 6  | 3  | 0  | 3  | 56  |
| 1986–1987       | Kalamazoo Wings        | IHL             | 73  | 19  | 31  | 50  | 648  | 3  | 1  | 0  | 1  | 24  |
| 1987–1988       | Kalamazoo Wings        | IHL             | 54  | 9   | 28  | 37  | 404  | 5  | 1  | 1  | 2  | 46  |
| 1988–1989       | Kalamazoo Wings        | IHL             | 54  | 22  | 32  | 54  | 328  | —  | —  | —  | —  | —   |
| 1989–1990       | Kalamazoo Wings        | IHL             | 76  | 30  | 54  | 84  | 346  | 10 | 4  | 8  | 12 | 86  |
| 1990–1991       | Kalamazoo Wings        | IHL             | 16  | 10  | 12  | 22  | 70   | —  | —  | —  | —  | —   |
| 1990–1991       | Minnesota North Stars  | NHL             | 4   | 0   | 0   | 0   | 19   | —  | —  | —  | —  | —   |
| 1991–1992       | Kansas City Blades     | IHL             | 66  | 10  | 39  | 49  | 342  | 14 | 2  | 13 | 15 | 70  |
| 1991–1992       | San Jose Sharks        | NHL             | 5   | 0   | 1   | 1   | 25   | —  | —  | —  | —  | —   |
| 1992–1993       | Kalamazoo Wings        | IHL             | 49  | 7   | 24  | 31  | 283  | —  | —  | —  | —  | —   |
| 1993–1994       | Peoria Rivermen        | IHL             | 67  | 10  | 29  | 39  | 254  | 4  | 0  | 0  | 0  | 6   |
| 1994–1995       | Peoria Rivermen        | IHL             | 29  | 5   | 9   | 14  | 121  | —  | —  | —  | —  | —   |
| 1994–1995       | Kansas City Blades     | IHL             | 26  | 3   | 6   | 9   | 192  | 19 | 2  | 4  | 6  | 111 |
| 1995–1996       | Memphis Riverkings     | CHL             | 38  | 11  | 32  | 43  | 356  | 6  | 2  | 9  | 11 | 48  |
| 1996–1997       | Mississippi Sea Wolves | ECHL            | 63  | 19  | 27  | 46  | 505  | 3  | 1  | 1  | 2  | 21  |
| 1997–1998       | Mississippi Sea Wolves | ECHL            | 38  | 8   | 18  | 26  | 234  | —  | —  | —  | —  | —   |
| 1999–2000       | Tupelo T-Rex           | WPHL            | 25  | 0   | 2   | 2   | 131  | 2  | 0  | 1  | 1  | 4   |
| 1999–2000       | Memphis Riverkings     | CHL             | 7   | 0   | 5   | 5   | 64   | —  | —  | —  | —  | —   |
| IHL Összesített | IHL Összesített        | IHL Összesített | 521 | 128 | 268 | 396 | 3085 | 61 | 13 | 26 | 39 | 397 |
| NHL Összesített | NHL Összesített        | NHL Összesített | 9   | 0   | 1   | 1   | 44   | —  | —  | —  | —  | —   |